# Цю Ин

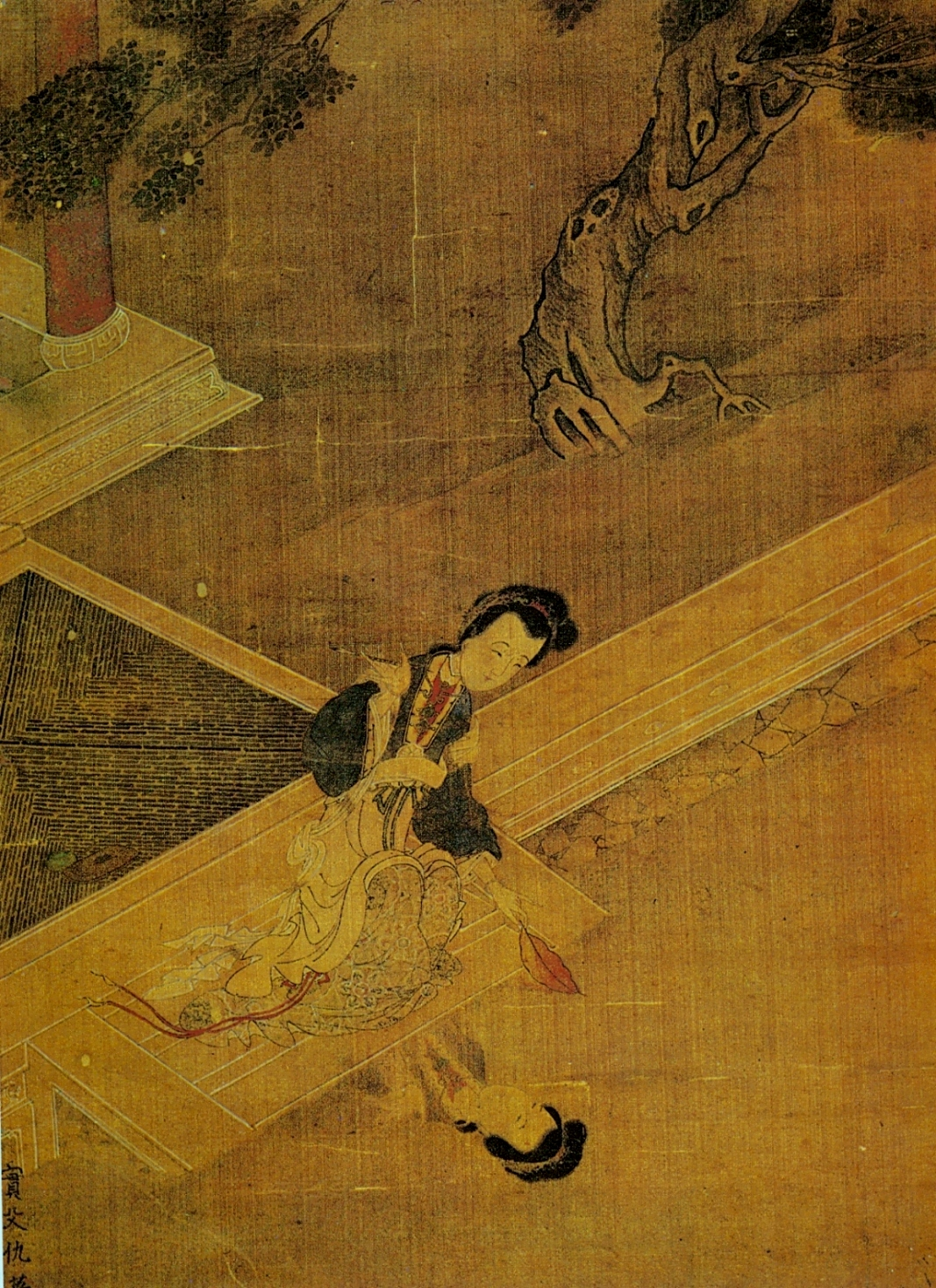
Цю Ин. Поэма о красном листе. Альбомный лист. Музей Востока, Москва.

Цю Ин (кит. 仇英, пиньинь Qiú Yīng; в русских книгах тж. Чоу Ин ок. 1475 — ок. 1552 гг) — китайский художник.
Цю Ин не был придворным художником; он не был ни монахом, ни чиновником, этот человек «сделал себя сам», родившись редким «самородком», и добившись высоких художественных достижений упорным трудом[стиль].

## Краткая биография
Жизнь художника протекала во время правления династии Мин (1368—1644), и началась в городе Сучжоу (ныне в пров. Цзянсу) — крупном торговом и культурном центре. Цю Ин родился в бедной семье, он начал трудовую жизнь с того, что красил стены, двери и карнизы домов. Позднее Цю попал в ученики к известному сучжоускому художнику Чжоу Чэню (работал в 1472—1535гг). Согласно ещё одному свидетельству, его наставником некоторое время был другой известный мастер Вэнь Чжэнмин: на свитке «Божество и владычица реки Сянь» кисти этого художника, приписано послесловие, в котором сообщается, что после того, как Вэнь Чжэнмин (1470—1559) подготовил рисунок этого свитка, он дважды заставлял Цю Ина накладывать краски, и оба раза был недоволен.

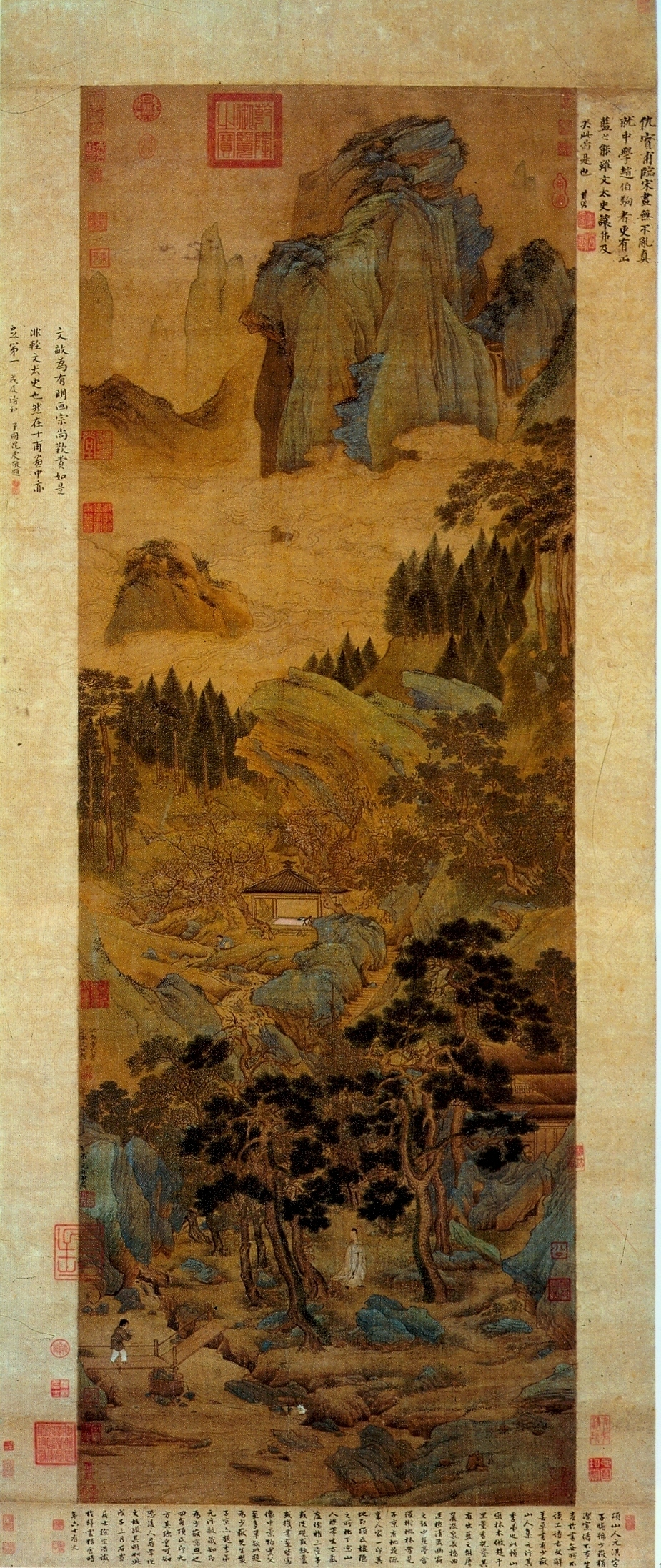
Цю Ин. Крытые соломой домики в селеньи цветущего персика. Гугун, Пекин.

Цю Ин тщательно изучал технику работы старинных мастеров, и вскоре мог с такой степенью точности копировать их картины, что его имитации принимали за подлинники даже самые опытные собиратели живописи. В конце концов, его стали приглашать в дома известных коллекционеров Сян Юаньбяня и Чэнь Гуаньяня не только для того, чтобы скопировать или отреставрировать старинные картины, но и написать свои. Обладая блестящим интеллектом и огромным трудолюбием, Цю Ин изучил все тонкости мастерства своих предшественников, а далее постепенно создал свой собственный стиль, которым впоследствии так восхищались интеллектуалы. В Сучжоу, где множество ученых-книжников занимало посты в местной административной иерархии, трудяга Цю Ин со своим скромным социальным положением никогда не мог быть поставлен вровень, например, с Шэнь Чжоу или Вэнь Чжэнмином. Кроме того, среди китайских ученых-чиновников со времен Ван Вэя(699—759) бытовало твердое убеждение, что истинную живопись может создавать только тот, кто возвышен, и свободен от необходимости зарабатывать искусством на кусок хлеба. Однако в случае с Цю Ином даже самые консервативные сторонники подобных взглядов вынуждены были признать превосходство его таланта, несмотря на отсутствие у него книжной образованности и то, что на жизнь он зарабатывал исключительно своим искусством.

## Творчество

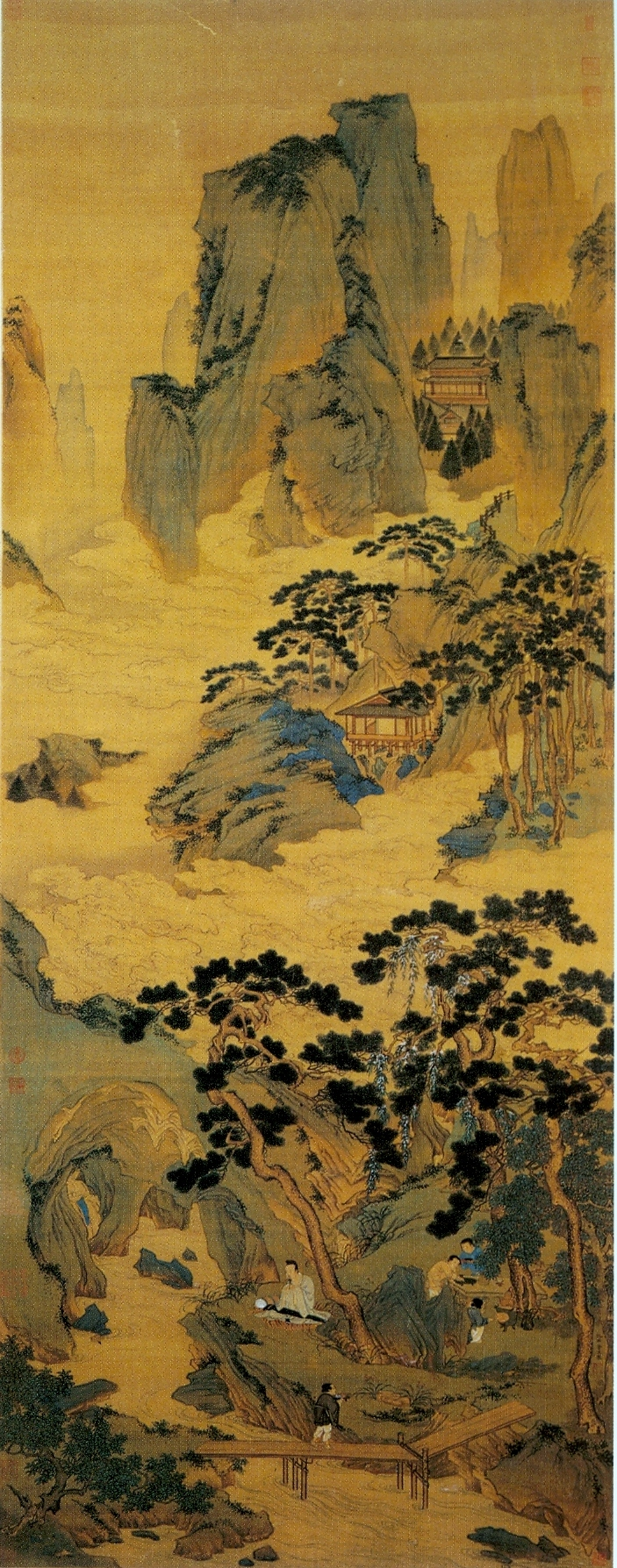
Цю Ин. Сказочная страна яшмовой пещеры. Гугун, Пекин.

Главный творческий вклад Цю Ина заключается в том, что он оказался способным преобразовать детальный, с наложением густых красок стиль, как в живописи фигур, так и изображении сине-зеленого пейзажа, который к тому времени находился в застое, и стал общим местом. Преобладавшие в его эпоху художники-интеллектуалы видели себя утверждающими классическую простоту над современной усложненностью, и глубину смысловых оттенков и исторических ассоциаций над поверхностностью. Цю Ин понял эти настроения, и сохранив свой изначально ремесленный дух, добился тонкости в исполнении, не принеся в жертву модную в его время усложненность и даже некоторую пышность в изображении. Его искусство вышло далеко за рамки того, что делали художники-интеллектуалы, даже Дун Цичан (1555—1636) признавал его превосходство.

## Пейзаж
Один из пейзажных стилей, которым владел Цю Ин, вёл своё начало от Чжао Боцзюя (ум. ок. 1162г), художника эпохи Сун (960—1279). Картины «Крытые соломой домики в селеньи цветущего персика» (Гугун, Пекин), «Сказочная страна нефритовой пещеры» (Гугун, Пекин) и «Весеннее цветение персика» (Тяньцзинь, Художественный музей) исполнены в этой манере. На первой из них изображена реальность, на двух других — земной рай, созданный воображением. Картина «Крытые соломой домики в селеньи цветущего персика» была написана для коллекционера Сян Юаньцы, старшего брата другого известного минского коллекционера Сян Юаньбяня. Коллекционные печати Сян Юаньбяня стоят во всех четырёх углах свитка. В написанном сбоку колофоне Сю Цзунхао свидетельствует, что некоторые предполагают, будто на картине изображен сам Сян Юаньцы в образе отшельника, обладающего высокими нравственными принципами (это было высшей хвалой для ученого в те времена). Известный минский мастер Дун Цичан также оставил несколько строк на этом свитке, в которых пишет: «Все без исключения имитации Цю Ином произведений сунской живописи можно перепутать с оригиналами. Но эта картина, в которой он подражает Чжао Боцзю, свидетельствует, что он способен превзойти старые образцы. Даже Вэнь Чжэнмин не может сравниться с ним, что и подтверждает эта работа».

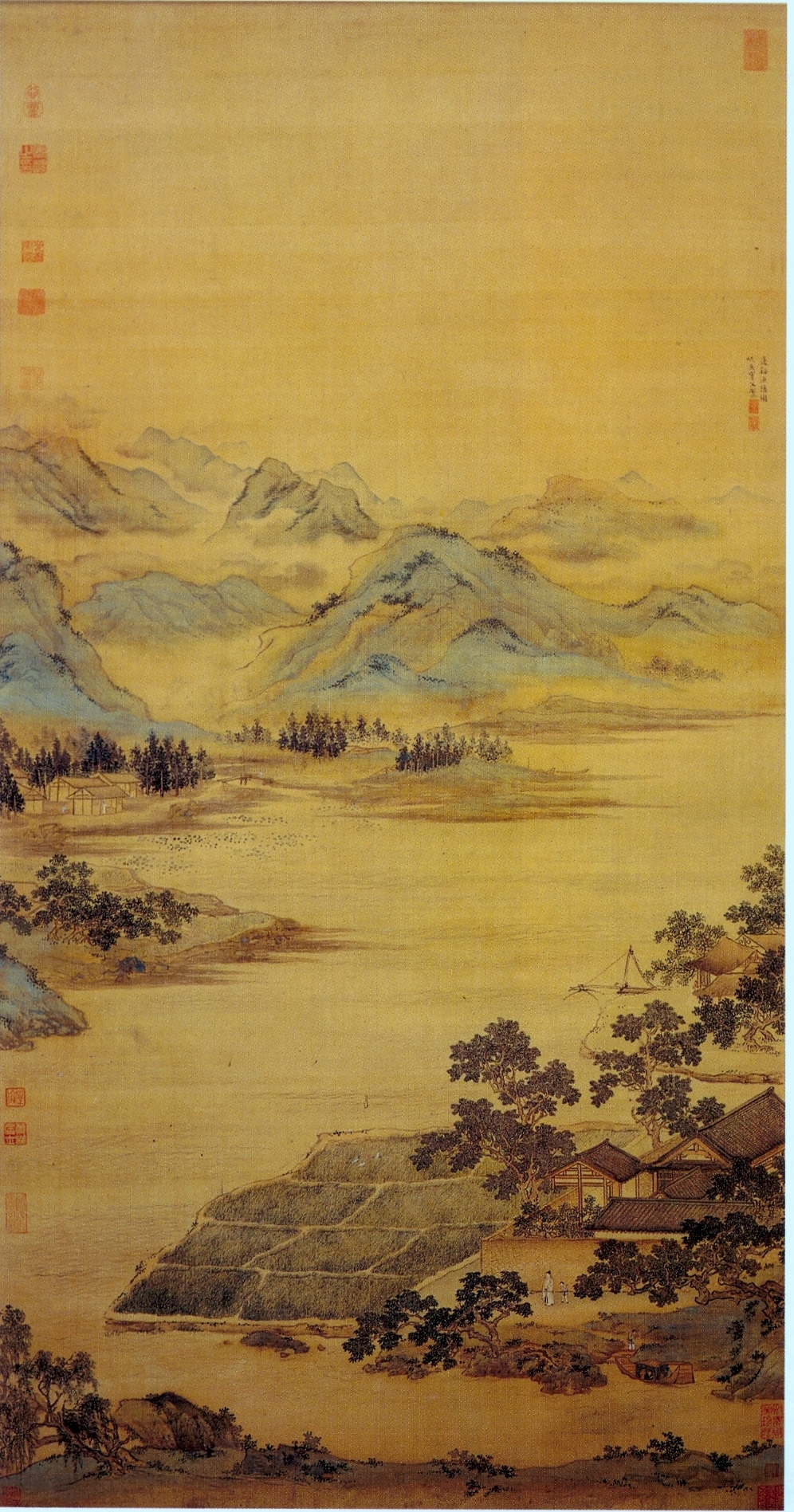
Цю Ин. Рыбак-отшельник в долине лотосов. Гугун, Пекин.

Хотя залы и павильоны у него от картины к картине меняются, неизменными остаются горы, камни, кустарники, деревья и одежда персонажей. В композиции картин Цю Ин использует особый, специфический ландшафт чтобы подчеркнуть изображения смертных, и реалистический ландшафт, чтобы создать реальное впечатление присутствия божеств.

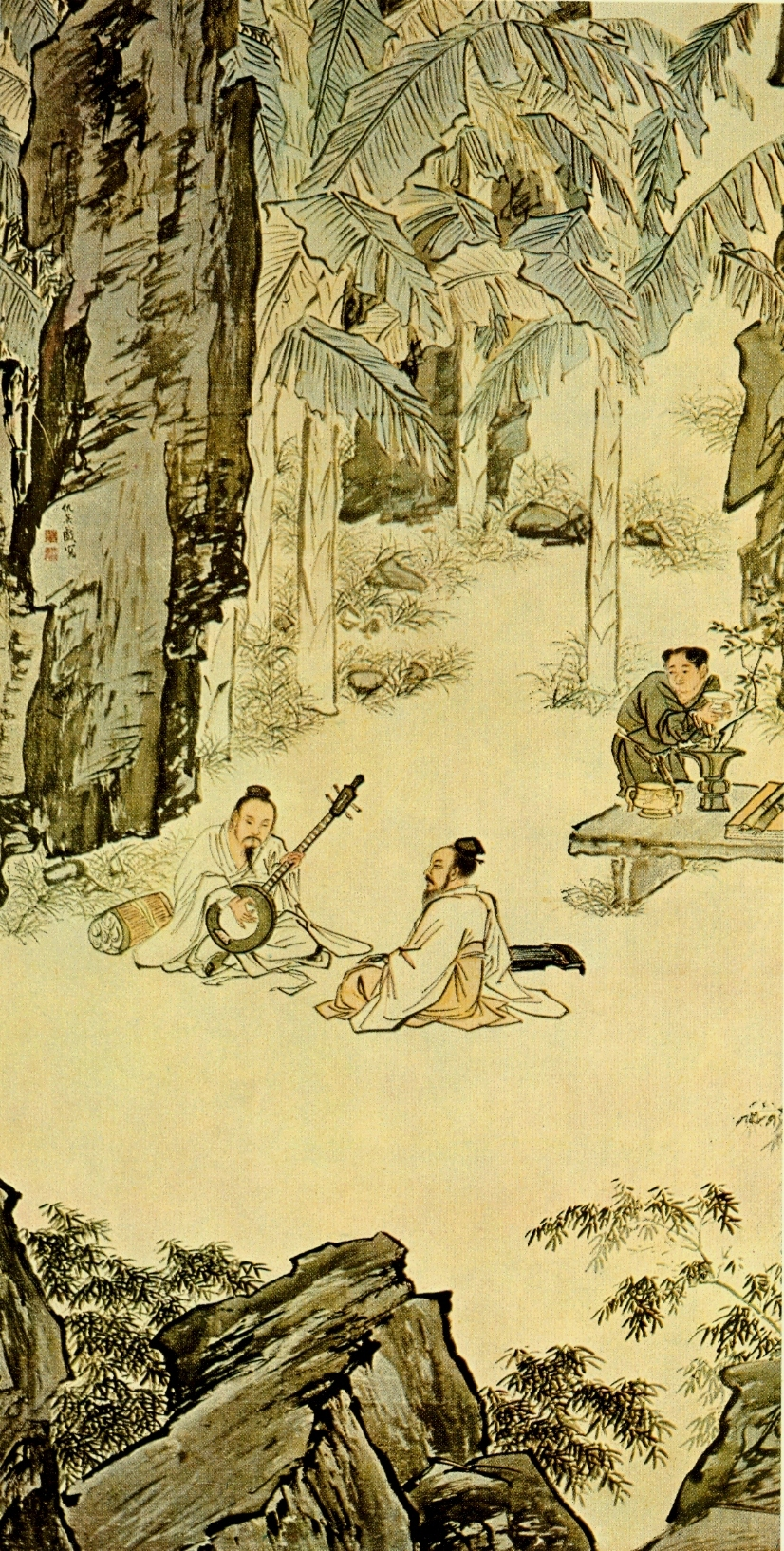
Цю Ин. Два интеллектуала под банановым деревом. Гугун, Тайбэй.

Две другие работы Цю Ина — «Рыбак-отшельник в долине лотосов» (Гугун, Пекин) и «В ожидании переправы осенью»(Гугун, Тайбэй) выполнены в ином пейзажном стиле, основанном на работах таких сунских мастеров как Ли Тан (ок.1050 — после 1130), Сяо Чжао (работал в 1130—1160-х гг) и Лю Суннянь (ок.1150 — после 1225). Впрочем, Цю проявляет гораздо большую дотошность, чем его предшественники, уделяя внимание деталям композиции и работе кистью. На обеих картинах изображен пейзаж к югу от Янцзы. От рек и озёр до далеких гор, от полей и сельских жилищ до рыбацких лодок, сетей, и людей, снующих туда и обратно — всё расположено в гармоническом равновесии и объединено с изяществом, создающим впечатление идиллической красоты.
Кроме работ в детальном стиле с применением ярких красок, художник создавал монохромные произведения и рисунки с легкой подкраской. Некоторые похожи на рисунки-наброски, в них видна раскованная работа кистью — мазки там простые и произвольные, но всё-таки не грубые, а достаточно изящные. В качестве примера можно привести такие работы, как «Слушание цина под ивой» (Гугун, Пекин), «Ван Сичжи пишет на веере» (Шанхай, Музей) или «Два интеллектуала под банановым деревом» (Гугун, Тайбэй).

## Живопись фигур

Цю Ин. Весеннее утро в ханьском дворце. Гугун, Тайбэй.

Некоторые произведения Цю Ина в жанре изображения фигур являются копиями старинных работ: это иллюстрации к «Шелководству и агрикультуре» и «Копии иллюстраций Сяо Чжао к Чжунсин Жуй-ину» (обе работы находятся в музее Гугун, Пекин). Другие созданы им самим, например, «Сад для одиноких наслаждений» (Кливленд, Музей искусства), или «Вечерняя пирушка в персиковом и сливовом саду» (Чиони, Киото). К ним примыкает известный свиток «Весеннее утро в ханьском дворце» (Гугун, Тйбэй) и «Поэма о покинутой жене» (МИНВ, Москва).
«Весеннее утро в ханьском дворце» представляет собой горизонтальный свиток длиной около 6 метров, на котором художник со всей тщательностью изобразил воображаемую жизнь императорского двора времен династии Хань (206 г. до н. э. — 220 г. н. э.). Императорские наложницы заняты разными утренними делами: читают, музицируют, играют, танцуют, словом, развлекают себя как могут. В эту целиком идиллическую картину художник вплел сюжет об императоре Западной Хань, Юань-ди (правил в 48-33 годах до н. э.), у которого было столько наложниц, что он был не в состоянии оценить красоту каждой из них, и приказал художнику Мао Яньшоу написать их портреты. В результате художник, получивший от наложниц взятки, нарисовал всех красавицами, кроме одной, Ван Шаоцзюнь, которая взятку давать не стала, поэтому художник изобразил её непривлекательной. Вскоре эту девушку выдали замуж за варварского данника Китая, который пленился её красотой. Когда император узнал, что лишился самой красивой девушки, он в гневе приказал обезглавить художника. В одной из сцен на своём свитке Цю Ин изобразил как раз тот момент, когда художник рисует наложниц, и каждая из дам держит в руках для него какой-то подарок.

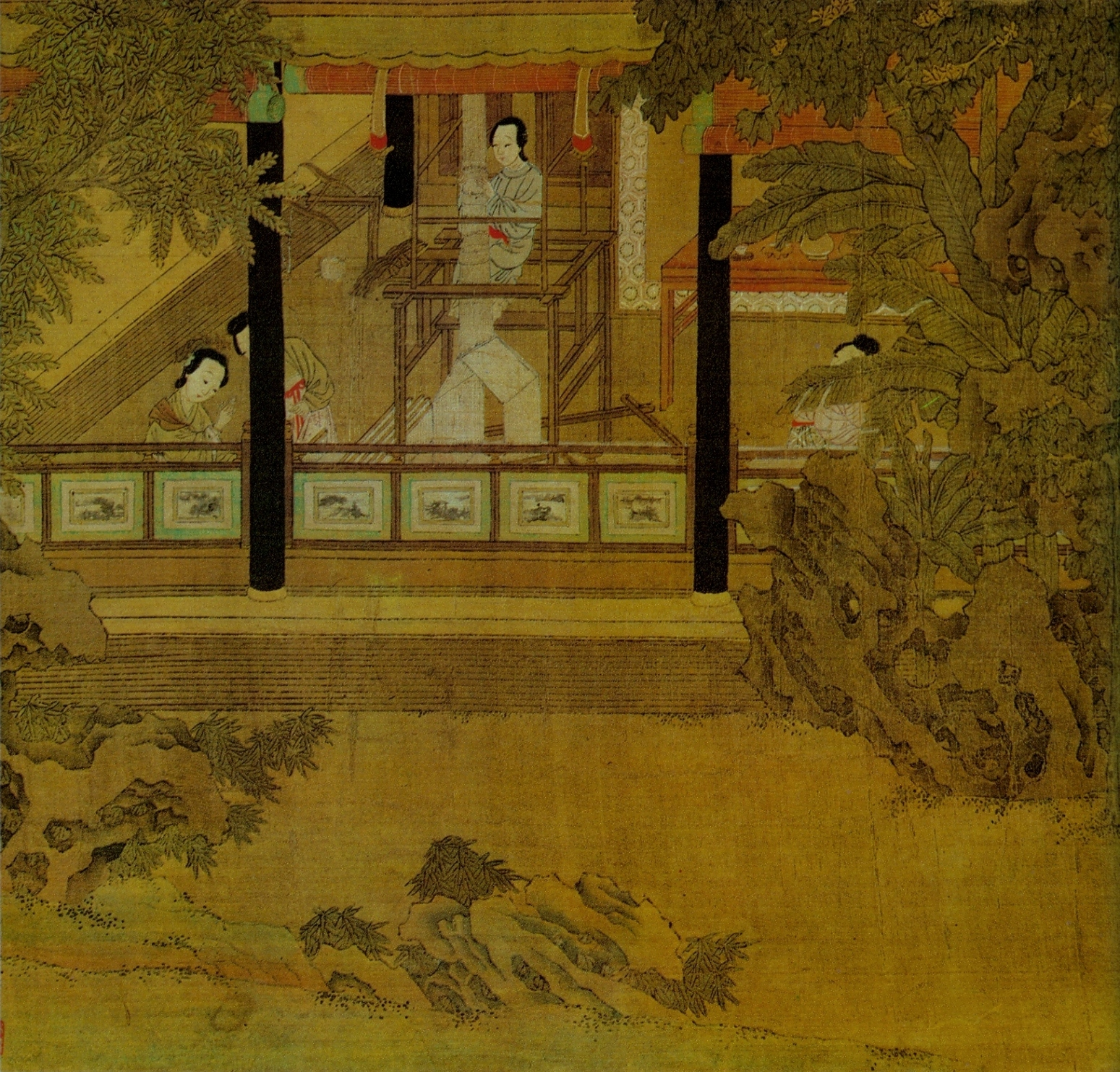
Цю Ин. Поэма о покинутой жене. Деталь. Копия нач. XVII века. МИНВ, Москва.

Московский свиток «Поэма о покинутой жене» создан по мотивам произведения, написанного жившей в III веке поэтессы Су Жолань. В поэме описывается, как покинутая мужем жена написала трогательные стихи, вышила их на парче, и отправила со слугой бросившему её мужу. Муж, прочитав эти стихи, испытал потрясение, и вернулся к прежней супруге. Художник изобразил на свитке пять сцен из поэмы. Трогательная история передана художником с большим тактом и лиризмом.
В фигурах, написанных Цю Ином, особенно если это изображения молодых мужчин и женщин, видно много сходства с тем, что описывалось в популярных рассказах и повестях того времени. Мужчины имеют овальные лица, изображены утонченными и обладающими учтивыми манерами. Дамы выглядят благородными и очаровательными, у них изящные брови и губы, стройные силуэты и маленькие белые ручки, словом, фигурки, созданные кистью Цю Ина, следуют эстетическим идеалам той эпохи, в которой он жил.

## Эротика

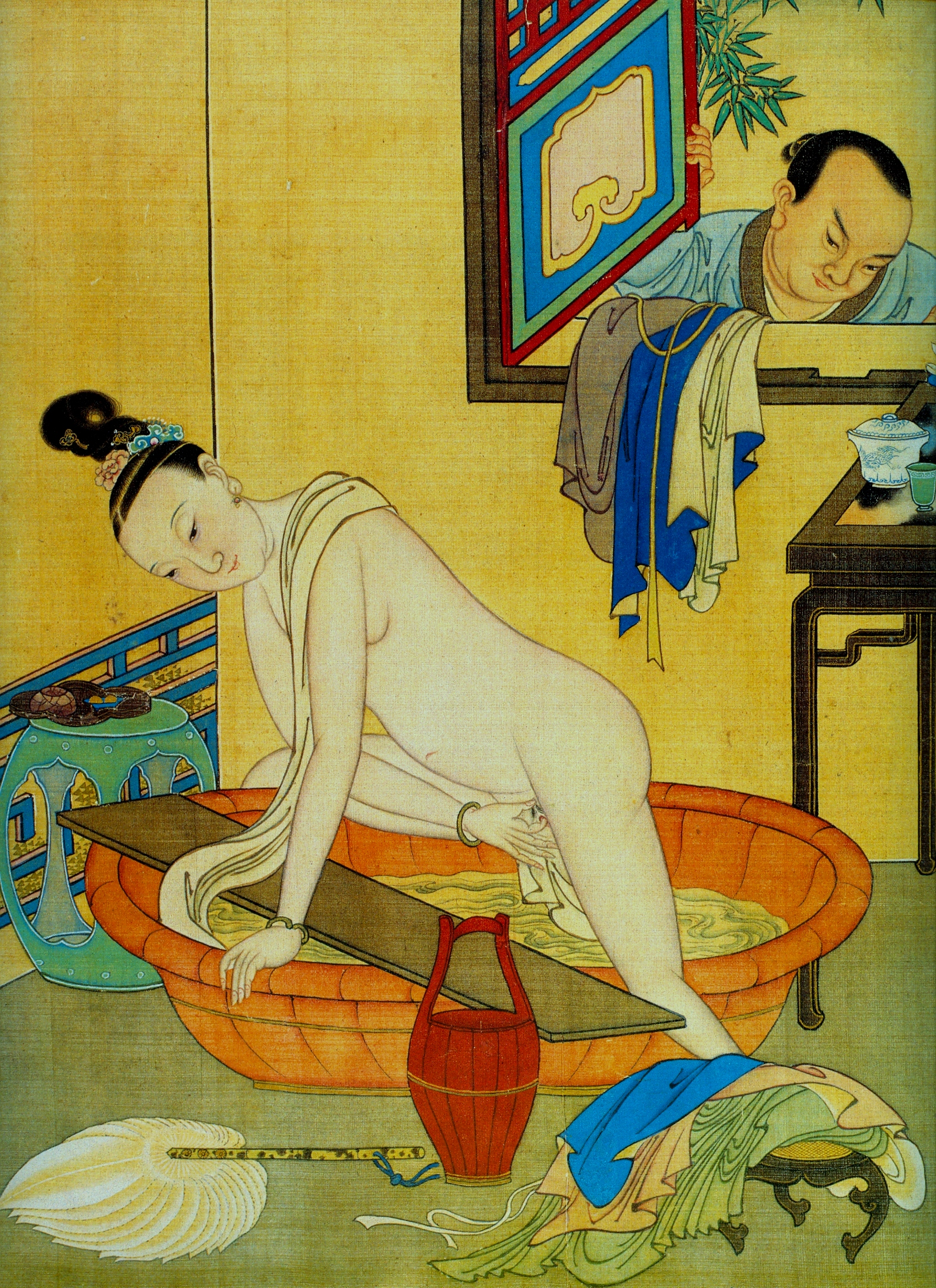
Цю Ин. Илл. к роману «Полуночник Вэйян, или Подстилка из плоти». Коллекция Бертолет, Амстердам.

В Китае XVI века стала распространяться эротическая литература. Появилось множество повестей и романов, в которых присутствовали эротические сцены — «Повествование о глупой старухе», «Жизнеописание господина Желанного», «Полуночник Вэйян, или Подстилка из плоти» и т. д. На темы из подобных произведений стало создаваться множество иллюстраций, как правило, невысокого качества, если за это дело не брались настоящие художники. Вообще, китайская традиция изображения обнаженных женщин и эротических сцен ведет своё начало от знаменитого танского художника Чжоу Фана (VIII в.), прославленного мастера женских изображений. Современник Цю Ина, художник Тан Инь, в своих произведениях часто изображал проституток, но не чурался и изображения эротических сцен. Как остроумно подметил знаток китайской культуры Р. ван Гулик, художник, начав с одетых женщин, неизбежно начинает изображать раздетых. Цю Ин начав с одетых женщин, не избежал этой участи.

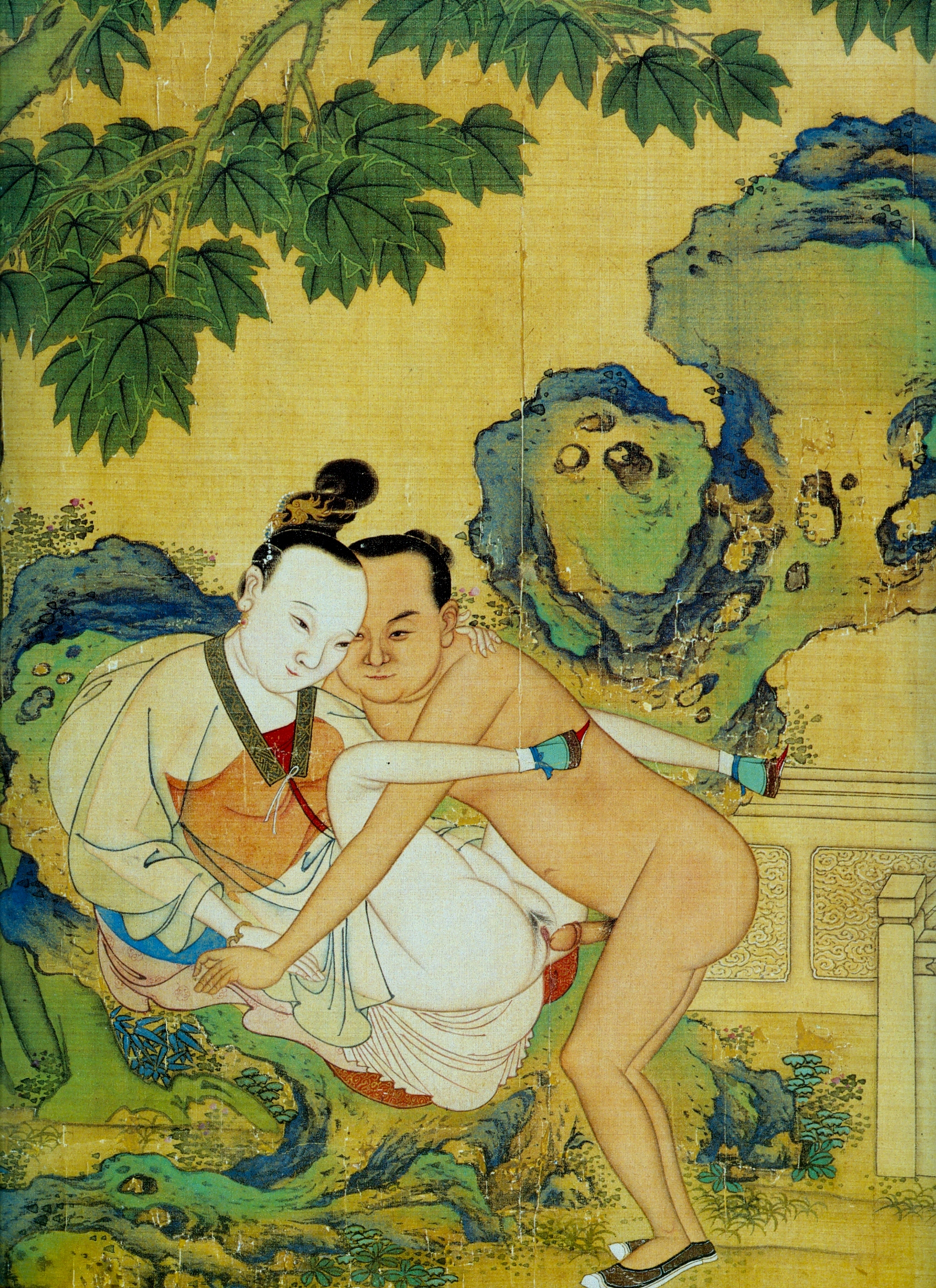
Цю Ин. Илл. к роману «Полуночник Вэйян, или Подстилка из плоти». Колл. Бертолет, Амстердам.

В собрании Фердинанда М. Бертолета (Амстердам) хранится свиток, состоящий из 16 сцен. На свитке стоит подпись и печать Цю Ина, и хотя есть сомнения в его подлинности, большинство исследователей склоняется к тому, что это оригинал. Свиток выполнен в детальной и тонко прописанной манере, с художественной точки зрения он сделан талантливо. Не все сцены, изображенные художником, связаны между собой тематически, однако несколько из них являются иллюстрациями к написанному Ли Юем роману «Полуночник Вэйян, или Подстилка из плоти». На одной из них, молодой слуга подглядывает за моющейся хозяйкой, которая сама подстроила это, на другой он овладевает ею. В современном мире, где доступ к порнографии достигается простым нажатием кнопок, эротические произведения Цю Ина не возбуждают, а забавляют, как какие-то смешные рисунки из школьного учебника[стиль]
. Потомки причислили Цю Ина к «Четырем корифеям династии Мин», поставив его в один ряд с Шэнь Чжоу (1427—1509), Вэнь Чжэнмином (1470—1559) и Тан Инем (1470—1535). Так высоко были оценены результаты его жизни и творчества.